# Daniel da Silva
Daniel da Silva (vzdevek Daniel), brazilski nogometaš, * 27. maj 1973, São Paulo, Brazilija.
Za brazilsko reprezentanco je odigral eno uradno tekmo.